# Euscorpiops asthenurus
Euscorpiops asthenurus – gatunek skorpiona z rodziny Euscorpiidae.
Skorpion ten ma na rzepce nogogłaszczków 18 lub 19 trichobotriów zewnętrznych i 8 lub 9 brzusznych. W szczególności występuje 5 trichobotriów eb i 3 lub 4 est. Bardzo delikatne granulki gęsto pokrywają zewnętrzną powierzchnię szczypiec. Palce szczypiec samca nabrzmiałe, samicy bardzo delikatnie faliste, prawie proste. Stosunek długości szczypiec do ich szerokości u dorosłych osobników jest mniejszy niż 3,8, ale większy niż 2,9. Grzebienie z 5 lub 6 ząbkami.
Pajęczak znany z Indii, Bhutanu i Mjanmy.